# Copa del Rei de futbol 2005-06
La Copa del Rei de futbol 2005-06 fou la 104a edició de la Copa del Rei de futbol, disputada la temporada 2005-06.

## Primera ronda
| 31 d'agost, 2005     |     |                        |            |
| Reial Múrcia         | 1-0 | CD Tenerife            |            |
| Lorca Deportiva      | 1-2 | Ciudad de Murcia       |            |
| Recreativo de Huelva | 3-2 | Elx CF                 |            |
| Racing de Ferrol     | 2-0 | Sporting de Gijón      |            |
| CE Castelló          | 0-2 | UE Lleida              |            |
| Hèrcules CF          | 0-1 | Gimnàstic de Tarragona |            |
| Albacete Balompié    | 2-1 | Polideportivo Ejido    |            |
| UD Almería           | 0-0 | CD Numancia            | penals:1-3 |
| Xerez CD             | 1-1 | Reial Valladolid       | penals:4-2 |
| Llevant UE           | 0-1 | SD Eibar               |            |

## Segona ronda
| 14 i 15 de setembre, 2005 |     |                        |            |
| CD Baza                   | 2-1 | Ciudad de Murcia       |            |
| Córdoba CF                | 0-3 | Gimnàstic de Tarragona |            |
| Club Portugalete          | 0-1 | Real Unión             |            |
| Burgos CF                 | 3-1 | UD Salamanca           |            |
| Águilas CF                | 1-1 | CD Numancia            | penals:4-5 |
| AD Ceuta                  | 0-1 | SD Eibar               |            |
| SD Lemona                 | 0-2 | UE Lleida              |            |
| CE Alcoià                 | 3-0 | Racing de Ferrol       |            |
| Alacant CF                | 2-0 | Recreativo de Huelva   |            |
| Rayo Vallecano            | 1-0 | Real Oviedo            |            |
| Zamora CF                 | 1-0 | Vila-Joiosa CF         |            |
| CE L'Hospitalet           | 2-0 | Pontevedra CF          |            |
| CD Alcalá                 | 2-4 | Xerez CD               |            |
| Mérida UD                 | 2-3 | Albacete Balompié      |            |
| SD Tenisca                | 0-0 | Reial Múrcia           | penals:3-2 |
| Terrassa FC               | 2-3 | Logroñés CF            |            |
| UD Almansa                | 1-2 | UD Las Palmas          |            |

## Tercera ronda
| 19 i 20 d'octubre, 2005 |     |                        |            |
| SD Eibar                | 1-0 | Deportivo Alavés       |            |
| Xerez CD                | 3-2 | CD Numancia            |            |
| Rayo Vallecano          | 1-2 | Getafe CF              |            |
| Real Unión              | 0-1 | Athletic Club          |            |
| Burgos CF               | 1-0 | Racing de Santander    |            |
| SD Tenisca              | 1-3 | Celta de Vigo          |            |
| UD Las Palmas           | 0-1 | Atlètic de Madrid      |            |
| Zamora CF               | 1-1 | Reial Societat         | penals:2-0 |
| Alacant CF              | 1-1 | Reial Saragossa        | penals:5-6 |
| CE Alcoià               | 4-1 | RCD Mallorca           |            |
| Logroñés CF             | 0-1 | UE Lleida              |            |
| CE L'Hospitalet         | 4-3 | Gimnàstic de Tarragona |            |
| CD Baza                 | 1-1 | Màlaga CF              | penals:4-3 |
| Albacete Balompié       | 1-3 | Cadis CF               |            |

## Cuarta ronda
| 9 i 30 de novembre, 2005 |     |                   |            |
| CD Baza                  | 0-1 | Celta de Vigo     |            |
| UE Lleida                | 2-4 | Getafe CF         |            |
| CE L'Hospitalet          | 1-3 | Athletic Club     |            |
| Burgos CF                | 0-2 | Cadis CF          |            |
| Zamora CF                | 1-1 | SD Eibar          | penals:4-3 |
| Xerez CD                 | 2-2 | Reial Saragossa   | penals:6-7 |
| CE Alcoià                | 0-1 | Atlètic de Madrid |            |

## Vuitens
| 3/4/11 de gener, 2006 Anada: |     |                 |
| Athletic Club                | 0-1 | Reial Madrid    |
| Zamora CF                    | 1-3 | FC Barcelona    |
| Getafe CF                    | 0-1 | RCD Espanyol    |
| Deportivo de La Coruña       | 3-0 | CA Osasuna      |
| Cadis CF                     | 3-2 | Sevilla FC      |
| Vila-real CF                 | 0-2 | València CF     |
| Celta de Vigo                | 1-1 | Reial Betis     |
| Atlètic de Madrid            | 0-1 | Reial Saragossa |

| 11/12/18 de gener, 2006 Tornada: |     |                        |            |
| València CF                      | 1-0 | Vila-real CF           | global:3-0 |
| RCD Espanyol                     | 3-3 | Getafe CF              | global:4-3 |
| CA Osasuna                       | 2-1 | Deportivo de La Coruña | global:2-4 |
| Sevilla FC                       | 0-0 | Cadis CF               | global:2-3 |
| FC Barcelona                     | 6-0 | Zamora CF              | global:9-1 |
| Reial Betis                      | 0-0 | Celta de Vigo          | global:1-1 |
| Reial Madrid                     | 4-0 | Athletic Club          | global:5-0 |
| Reial Saragossa                  | 2-2 | Atlètic de Madrid      | global:3-2 |

## Quarts de final
Quarts de final Anada:19 de gener del 2006 i 26 de gener del 2006

Quarts de final Tornada:25 de gener del 2006 i 1 de febrer del 2006
| Equip 1                | Global | Equip 2      | Anada | Tornada |
| ---------------------- | ------ | ------------ | ----- | ------- |
| Reial Saragossa        | 5-4    | FC Barcelona | 4-2   | 1-2     |
| Reial Betis            | 0-3    | Reial Madrid | 0-1   | 0-2     |
| Cadis CF               | 0-4    | RCD Espanyol | 0-2   | 0-2     |
| Deportivo de La Coruña | 2-1    | València CF  | 1-0   | 1-1     |

## Semifinals
Semifinals Anada:8 de febrer, 2006 i 9 de febrer, 2006

Semifinals Tornada:14 de febrer, 2006 i 15 de març, 2006
| Equip 1         | Global | Equip 2                | Anada | Tornada |
| --------------- | ------ | ---------------------- | ----- | ------- |
| Reial Saragossa | 6-5    | Reial Madrid           | 6-1   | 0-4     |
| RCD Espanyol    | 2-1    | Deportivo de La Coruña | 2-1   | 0-0     |

## Final
- 12 d'abril, 2006
- Santiago Bernabeu, Madrid

| Reial Saragossa | 1-4 | RCD Espanyol |

- RCD Espanyol: Campió Copa del Rei 2005/06.
- RCD Espanyol - Classificat per a la Copa de la UEFA 2006/07.

| Guanyador de la Copa del Rei 2005-06 |
| ------------------------------------ |
|                                      |
| RCD Espanyol Quart títol             |